# Picnoclina

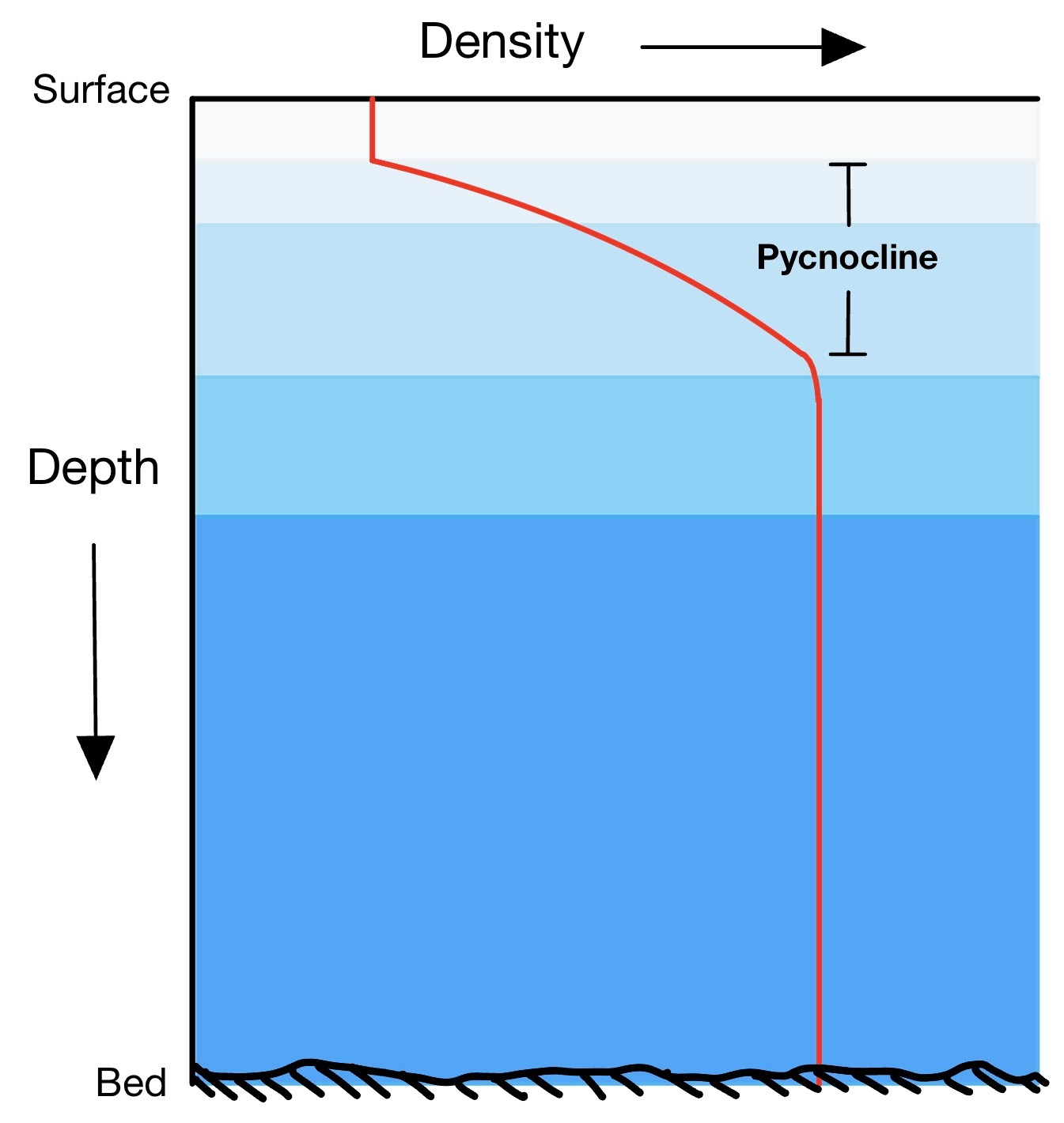
Representación de la picnoclina.

Una picnoclina es una capa de agua en la que se evidencia un cambio súbito en su densidad vinculado con la profundidad. En los ecosistemas de agua dulce, tales como los lagos, este cambio en la densidad es causado básicamente por modificaciones en la temperatura, mientras que en los ecosistemas marinos, como los océanos, el cambio puede ser causado tanto por cambios en la temperatura como por cambios en la salinidad del agua.

## Función física
La mezcla turbulenta producida por vientos y olas transfiere calor por debajo de la superficie. En latitudes bajas o medias, esto crea una capa de agua superficial-mixta de temperatura casi uniforme la cual puede ser de unos pocos metros a cientos de metros de profundidad. Bajo esta capa mixta, a profundidades de 200-300 m en océano abierto, la temperatura empieza a decaer rápidamente hasta los 1000 m. La capa de agua dentro de la cual la gradiente de temperatura está más pronunciada es conocida como termoclina permanente. La diferencia de temperatura en esta capa puede ser de hasta 20 °C, dependiendo de la latitud. La termoclina permanente coincide con un cambio en la densidad del agua entre la cálida, aguas superficiales de baja densidad, y la fría, aguas profundas densas. La región de rápido cambio de densidades es conocida como picnoclina, y actúa como una barrera para la circulación vertical del agua; así también afecta la distribución vertical de ciertos químicos que juegan un papel en la biología de los mares. Las marcadas gradientes de temperatura y densidad también pueden actuar como una restricción a los movimientos verticales de los animales.